# Гамаші

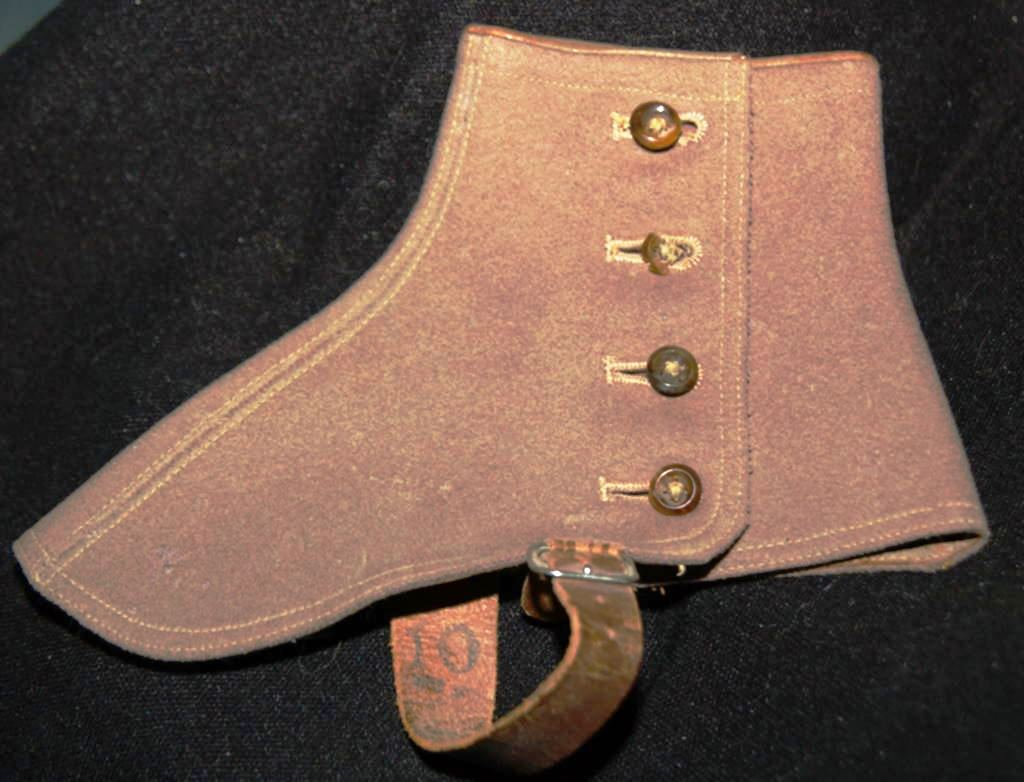
Гамаші (ліва)

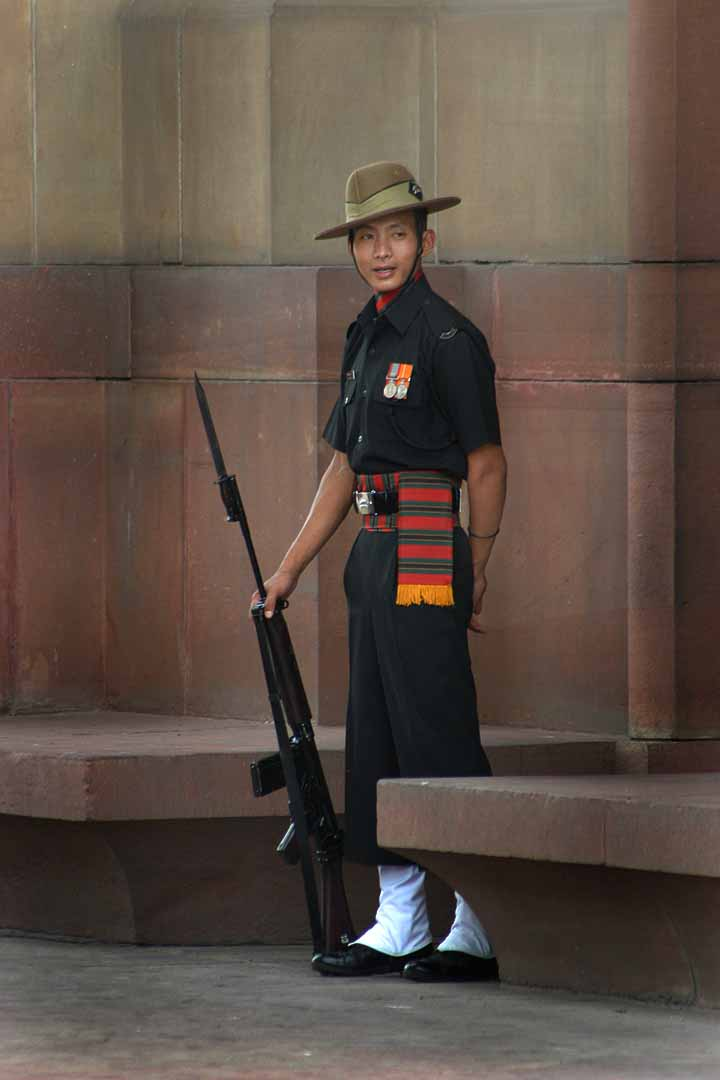
Індійський солдат в черевиках з гамашами

Гама́ші(фр. gamaches через нім. Gamaschen), камаші (згідно зі Словником Грінченка) — в'язані або зшиті з щільного товстого матеріалу чохли без підошов, що закривають щиколотки, іноді доходять до коліна. Різновид гетр. Надягаються поверх черевиків, застібаються збоку (класично — на ґудзики, також можуть бути липучки та замки). Призначалися для захисту взуття, позаяк воно до початку масового виробництва було досить дорогим. У західноєвропейських арміях (характерно для Франції та Італії), потім і в Америці, черевики з гамашами замінювали чоботи.
Також гамаші застосовують:
- у футболі та хокеї для фіксації щитків.
- туристи, мисливці та військові[2], для додаткового захисту гомілок та верхньої частини взуття від впливу зовнішнього середовища (волога, болото, пісок).

## Гамаші в літературі
|  | Він був одягнутий в англійський солдатський мундир з товстого сукна, в чорні грубі ботинки й білі гамаші. — Павло Загребельний, «Європа». |